# Гана на зимних Олимпийских играх 2010
Гана впервые участвовала в зимних Олимпийских играх 2010 и была представлена одним горнолыжником. Кваме Нкрума-Ачимпон по прозвищу «Снежный леопард» участвовал в слаломе, став первым ганским спортсменом в истории зимних Олимпийских игр. Он выступил только в соревнованиях по слалому, где занял 47-е место, став предпоследним из тех, кто смог успешно завершить обе попытки.

## Результаты соревнований

### Горнолыжный спорт
Мужчины
| Соревнование | Спортсмен            | 1 спуск | 2 спуск | Всего   | Место |
| ------------ | -------------------- | ------- | ------- | ------- | ----- |
| Слалом       | Кваме Нкрума-Ачимпон | 1:09,08 | 1:13,52 | 2:22,60 | 47    |